# Presea Lázaro Cárdenas
La Presea Lázaro Cárdenas es el máximo reconocimiento existente en la comunidad del Instituto Politécnico Nacional de México. Se premia a la excelencia en el estudio, el trabajo docente, el trabajo administrativo y la investigación científica.
En 1976, la Sociedad de Exalumnos de Ingeniería Civil la instituyó a iniciativa de los ingenieros Guillermo Chávez, Rafael Ibarra Manzur y Samuel Rodríguez Jiménez.[cita requerida]

## Historia
En 1976 la Sociedad de Exalumnos de Ingeniería Civil de la Escuela Superior de Ingeniería y Arquitectura realizó una premiación a los egresados que habían destacado en su vida profesional, dos años más tarde la idea se extendió a otras escuelas politécnicas. De esta manera, el 14 de febrero de 1980, el Consejo Consultivo del Instituto Politécnico Nacional (IPN) instituyó el premio al que llamó Presea Lázaro Cárdenas.
Recibe el nombre del general Lázaro Cárdenas debido fundamentalmente a que es durante su gestión cuando se inaugura la institución y por tanto se le reconoce como fundador del IPN. Esta presea se entrega anualmente el 21 de mayo en el marco del Día del Politécnico y día del natalicio de Lázaro Cárdenas. La presea es la máxima expresión del reconocimiento a la labor de la comunidad y estímulo a la excelencia.
La ceremonia de entrega de la presea es encabezada por el presidente de México, la sede varía pero en general se realiza en el Salón Adolfo López Mateos de la residencia oficial de Los Pinos, aunque ha alternado su sede en Zacatenco en edificios como la Biblioteca Nacional de Ciencia y Tecnología (BNCT) y la Unidad Politécnica de Desarrollo y Competitividad Empresarial (UPDCE).
Esta medalla reconoce a lo más destacado en alumnos de nivel medio superior, superior, maestría y doctorado, académicos, investigadores y egresados de dicha casa de estudios.

## Estudiantes
En los niveles medio superior, superior, maestría y doctorado se reconoce al alumno o alumna con mayor promedio y número total de artículos científicos (reconocido por JCR o CONACYT; este orden de prioridad) de cada una de las áreas (Ingenierías y Ciencias Físico Matemáticas, Ciencias Sociales y Administrativas y Ciencias Médico-Biológicas) y cada uno de los grados académicos.

## Académicos e investigadores
A los académicos e investigadores se les reconoce con esta medalla cuando sus esfuerzos han contribuido a la mejora de la vida del hombre y esto a su vez ha dado prestigio a la institución además del reconocimiento interno por la institución y la escuela, centro o unidad de la cual provenga.

## Egresados
Y los egresados que han destacado en los diversos ámbitos de los sectores públicos y privados donde su labor profesional ha sido meritoria de reconocimiento.